# NAG Numerical Libraries
NAG Numerical Libraries ist eine umfassende Programmbibliothek für numerische und statistische Problemstellungen. Hersteller ist das Unternehmen The Numerical Algorithms Group Ltd (NAG) aus dem englischen Oxford. Ursprünglich wurde das Unternehmen 1971 als Nottingham Algorithms Group gegründet.
Die Software wurde in Fortran und Algol 68 entwickelt.
Heute ist NAG für die Programmiersprachen Fortran und C verfügbar. Programmierer binden die NAG-Algorithmen aber auch in andere Programmiersprachen ein. Da numerische Näherungsverfahren sehr von der mathematischen Genauigkeit der Computer und den implementierten Compilern abhängig ist, gibt es NAG-Versionen für folgende Betriebssysteme: Windows, Linux (auch und besonders für die 64-bit-Variante), Solaris, macOS, AIX, HP-UX, IRIX und Tru64 UNIX.